# Cookin Soul
Cookin Soul és un productor musical, beatmaker i DJ de rap procedent de la ciutat de València també conegut amb el nom de Big Size, tot i que en els seus orígens Cookin Soul era un col·lectiu artístic format també per Milton i Zock. És conegut per les seves produccions en nombrosos temes de MC i grups de rap internacionals, així com per la publicació d'un gran nombre de mixtapes i àlbums.
Cookin Soul ha produït temes per a La Mala Rodríguez, Nicki Minaj, Sean Paul, Travis Barker, Juaninacka, Nach, Rapsusklei, Tote King, Cruz Cafuné, Yung Beef, Duo Kie, Zatu, The Game, Mac Miller, Nicki Minaj, Mucho Muchacho, Fyahbwoy, Drake, Kanye West o Gucci Mane, i ha participat en més de cent àlbums i mixtapes a tot el món, a més d'aparicions a l'MTV, VH1, TVE i la revista XXL. Ha realitzat remescles barrejant a capellas de Jay-Z o The Notorious B.I.G. amb artistes diversos com Elvis Presley, Oasis, El Fary, Manolo Escobar, Nino Bravo o Coldplay.